# Kilakam
Kilakam (auch: Kélakam) ist ein Dorf in der Landgemeinde Goudoumaria in Niger.

## Geographie

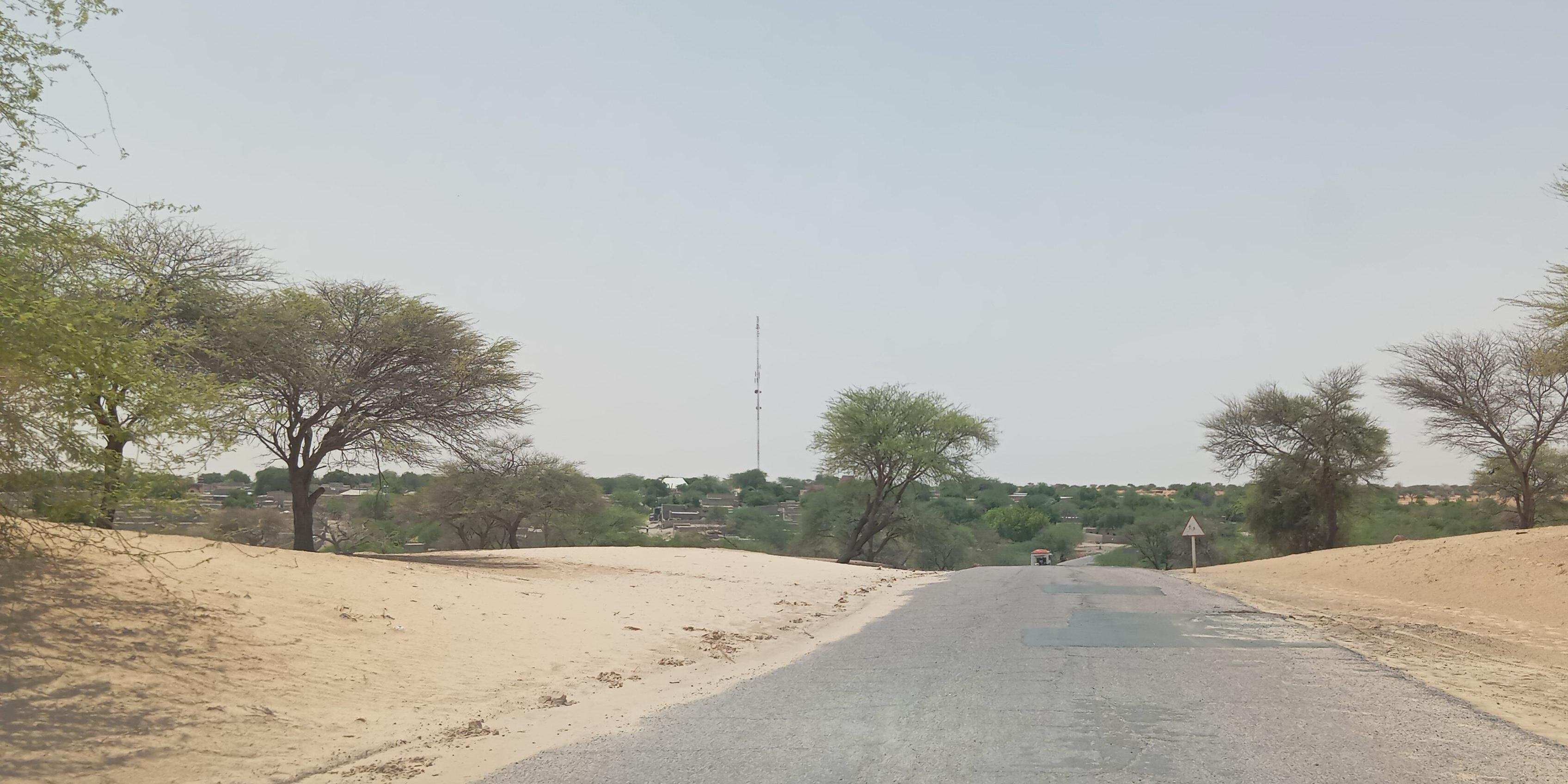
Ortsansicht von Kilakam (2024)

Das Dorf liegt rund 61 Kilometer südöstlich des Hauptorts Goudoumaria der gleichnamigen Landgemeinde und des gleichnamigen Departements Goudoumaria, das zur Region Diffa gehört. Zu den Siedlungen in der näheren Umgebung von Kilakam zählen Ari Boudiram im Nordwesten, Farga und Goudéram im Nordosten sowie Djadjiri Canada im Westen.
Das Dorf befindet sich auf einer Höhe von 320 m in der Zone der fruchtbaren Mulden von Maïné-Soroa. Der 70 Hektar große Wald von Kilakam, in dem Akazien wachsen, steht unter Naturschutz.

## Bevölkerung
Bei der Volkszählung 2012 hatte Kilakam 4432 Einwohner, die in 584 Haushalten lebten. Bei der Volkszählung 2001 betrug die Einwohnerzahl 2269 in 437 Haushalten und bei der Volkszählung 1988 belief sich die Einwohnerzahl auf 2732 in 596 Haushalten.

## Wirtschaft und Infrastruktur

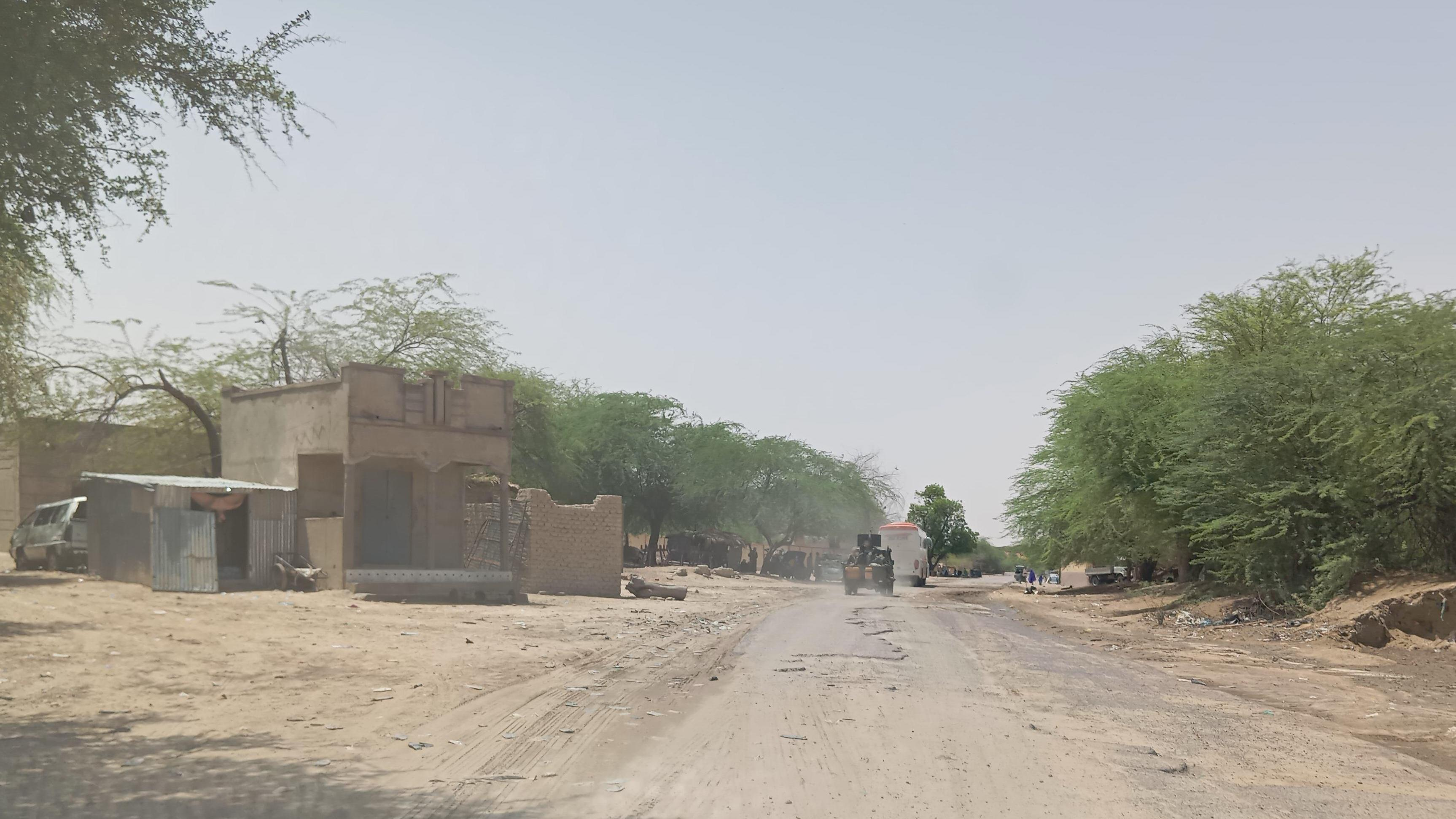
Nationalstraße 1 in Kilakam (2024)

In Kilakam wird ein Wochenmarkt abgehalten. Der Markttag ist Samstag. Der CEG Kilakam ist eine allgemein bildende Schule der Sekundarstufe des Typs Collège d’Enseignement Général (CEG). Mit einem Centre de Santé Intégré (CSI) ist ein Gesundheitszentrum im Ort vorhanden. Außerdem gibt es eine veterinärmedizinische Station. In Kilakam wird eine Niederschlagsmessstation betrieben.
Kilakam liegt an der Nationalstraße 1, der wichtigsten Fernstraße des Landes.